# Хурсанія – Беррі
Хурсанія – Беррі – складова трубопровідної інфраструктури газопереробного заводу Хурсанія, що працює на сході Саудівської Аравії.
У 2007-му почав роботу газопереробний завод Хурсанія, який отримав можливість працювати з попутним газом супергігантських нафтових родовищ Хурсанія, Беррі, Марджан, Сафанія. Виділений товарний газ (метанова фракція) далі транспортується по трубопроводу Хурсанія – Беррі довжиною 46 км та діаметром 1000 мм.
З 2011-го на ГПЗ Хурсанія почала роботу  року друга черга, яка працює із ресурсом газового родовища Каран. Як наслідок, між Хурсанією та Беррі проклали ще одну нитку газопроводу довжиною 47 км з діаметром 1000 мм.
В кінцевому пункті трубопровід від ГПЗ Хурсанія сполучений із газовим хабом Беррі, від якого живитися надпотужна індустріальна зона Джубайль, де, зокрема, працюють заводи аміаку компаній SAFCO, Al-Bayroni, Ibn Al-Baytar, заводи метанолу компаній Ibn Sina, International Methanol Company, Ar Razy, Chemanol, ТЕС Джубайль, металургійний комбінат компанії Hadeed. При цьому сюди також виведені газопроводи Беррі – Джубайль, Утманія – Беррі та Васіт – Беррі (з останнім Хурсанія – Беррі прямує у одному коридорі).